# Tscheremissinowo

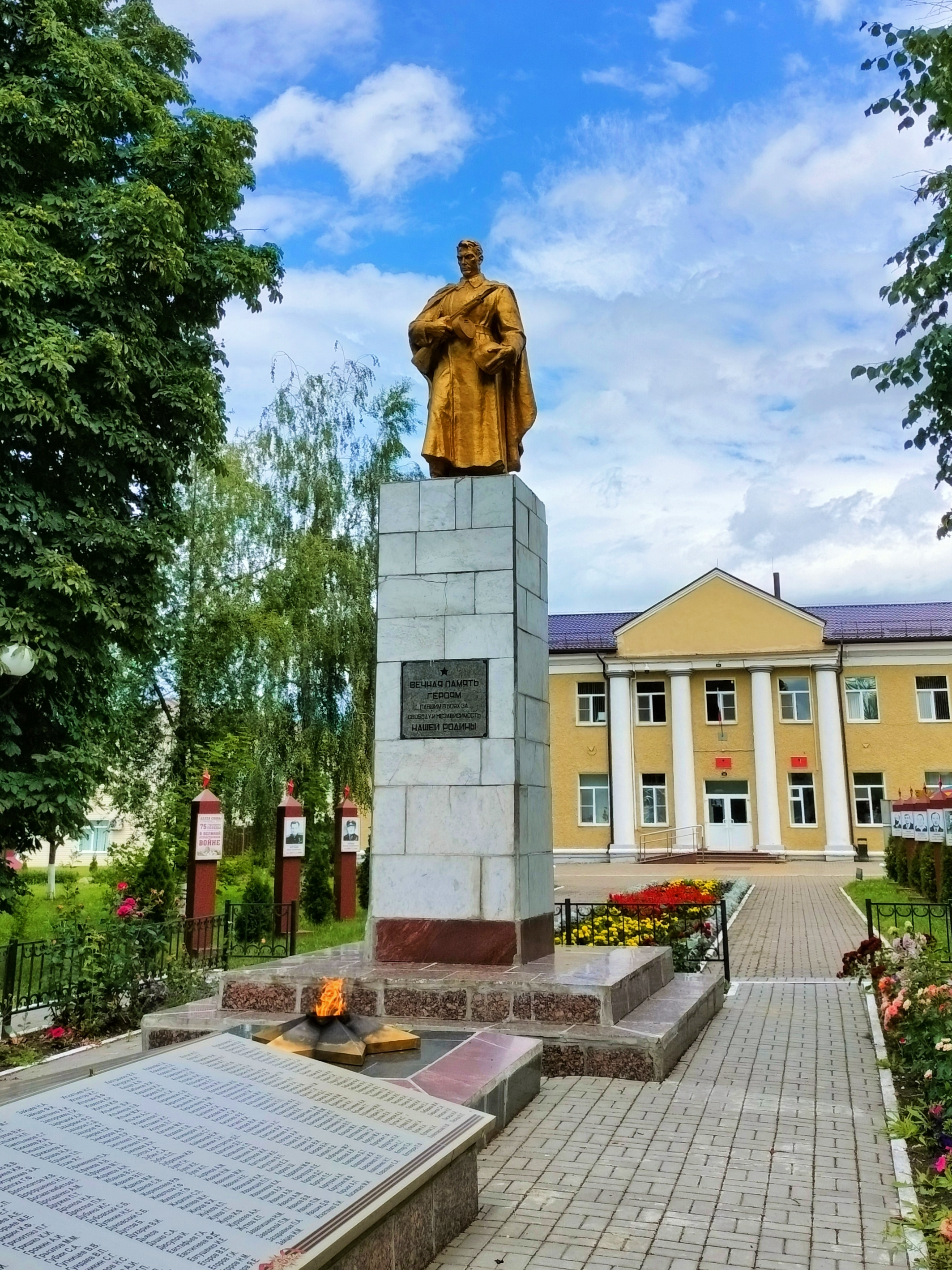
Denkmal für die Gefallenen in den Kämpfen um die Freiheit und Unabhängigkeit des Vaterlandes

Tscheremissinowo (russisch Череми́синово) ist eine Siedlung städtischen Typs in der Oblast Kursk in Russland mit 3812 Einwohnern (Stand 14. Oktober 2010).

## Geographie
Der Ort liegt etwa 75 km Luftlinie ostnordöstlich des Oblastverwaltungszentrums Kursk, einige Kilometer entfernt vom linken Ufer des Tim, eines rechten Nebenflusses der Bystraja Sosna.
Tscheremissinowo ist Verwaltungszentrum des Rajons Tscheremissinowski sowie Sitz und einzige Ortschaft der Stadtgemeinde (gorodskoje posselenije) Possjolok Tscheremissinowo.

## Geschichte
Der Ort entstand ab den 1890er-Jahren im Zusammenhang mit dem Bau der Eisenbahnstrecke Kursk – Woronesch, als um die dort eröffnete Station, die zunächst bis 1904 den Namen Lipowskaja trug, eine Siedlung wuchs. Er gehörte zunächst zum Ujesd Schtschigry des Gouvernements Kursk. 1928 wurde Tscheremissinowo Verwaltungssitz eines neu geschaffenen, nach ihm benannten Rajons.
Im Zweiten Weltkrieg wurde Tscheremissinowo am 26. November 1941 von der deutschen Wehrmacht besetzt und zunächst am 29. Dezember 1941 von der Roten Armee zurückerobert. In Folge verlief die Front wenig westlich, bis die Wehrmacht die Siedlung während ihres Vorrückens auf Woronesch am 28. Juni 1942 erneut einnehmen konnte. Am 3. Februar 1943 wurde Tscheremissinowo schließlich endgültig befreit.
Seit 1971 besitzt der Ort den Status einer Siedlung städtischen Typs.

### Bevölkerungsentwicklung
| Jahr | Einwohner |
| ---- | --------- |
| 1939 | 1002      |
| 1959 | 1743      |
| 1970 | 2164      |
| 1979 | 3547      |
| 1989 | 4805      |
| 2002 | 4075      |
| 2010 | 3812      |
| 2021 | 3367      |

Anmerkung: Volkszählungsdaten

## Verkehr
Tscheremissinowo besitzt einen Bahnhof bei Kilometer 86 der 1894 eröffneten Eisenbahnstrecke Kursk – Woronesch. Durch die Siedlung verläuft die Regionalstraße 38K-016, die der Bahnstrecke von Kursk über Schtschigry kommend weiter in die östlich gelegenen Rajonzentren Kschenski und Kastornoje folgt.